# شمال خلیج هادسون
شمال خلیج هادسون (انگلیسی: North of Hudson Bay) فیلمی صامت در ژانر اکشن به کارگردانی جان فورد است که در سال ۱۹۲۳ منتشر شد. از بازیگران آن می‌توان به تام میکس، کاتلین کی و یوجین پلت اشاره کرد.